# Cort Jacobsen
Cort Svend Egon Jacobsen (* 26. März 1911 in Kopenhagen; † 3. Mai 1967) war ein dänischer Maler.

## Leben
Jacobsen war der Sohn des Maurers Louis Pio Jacobsen und Martha-Marie Hansen. Am 29. November 1947 heiratete er in Kopenhagen Inge Marie Nyemann (1911–1995), Tochter der Malerin Larsine Christiane Paulsen alias Jane Nyemann.
Als Maler war Jacobsen ein Autodidakt. Er ist bekannt für zahlreiche kraftvolle wie melancholische Stadtszenen aus Kopenhagen, wo er überwiegend ärmere Menschen bei der Arbeit porträtierte. Ebenso ist er bekannt für zahlreiche Beerdigungs- und Friedhofbilder.

## Ausstellungen (Auswahl)
- Herbstausstellungen 1940–1946
- Schloss Charlottenborg 1947
- Jugels Udstillingssal, Aarhus 1947 (Einzelausstellung)
- Grand Hotel Odense 1947 (Einzelausstellung)
- Fyns Kunstmuseum Odense 1948 und 1953–1955 (Einzelausstellung)
- Galleri Gummeson, Stockholm 1954 (Einzelausstellung)
- Amdals Kunsthandlung, Kopenhagen 1963

## Werke
- Opstilling (udst. 1940)
- Begravelse, Bispebjerg (udst. 1943)
- Kirkegårdsbillede (udst. 1946)
- Cirkus (udst. 1948)
- Huse ved Trørød Mose (1948)
- Skøjteløbere udenfor byen (udst. 1949)
- Spildsamlere efter torvetid (udst. 1950)